# Szegedi-Szüts István
Szegedi/Szegedy-Szüts/Szűts István (Budapest, 1893. december 7. – Penzance, 1959. április 12.) magyar festő- és képzőművész.

## Életpályája
1911-ben érettségizett a II. Kerületi Állami Főreáliskolában. 1911–1914 között a Magyar Képzőművészeti Főiskola hallgatója volt. 1914–1918 között katonai szolgálatot teljesített az első világháborúban. 1926–1928 között Tolnán rajzanár volt. 1928–1936 között Csongrádon volt rajztanár. 1929-ben fél évet Angliában tartózkodott. 1930-ban a Képzőművészek Új Társasága (KÚT) tagja lett. 1931-ben Berlinben járt. 1936-ban Nagy-Britanniába emigrált.

## Családja
Szülei Szűts Ferenc hivatalnok és Csukay Elvira voltak. Négy testvére született: Szűts Ferenc (1891–1965), Szűts Pál (1895–1979), Szűts Elvira (1901–1982) és Szűts György (1902–1993). 1918. november 5-én, Budapesten házasságot kötött Ruff Ilonával, de 1922-ben elváltak. 1937. március 16-án, Londonban házasságot kötött Gwynedd Jones-Parry-val.

## Rajzai
- Önarckép (1923)
- Férfi arckép (1924)
- Férfi portré (1925)
- Három nő (1927)
- Szabó Dezső portréja (1928)
- Kocsmaasztalnál búsulók (1928)
- Sétáló középkorú pár (1929)
- Fasorból előre lépdelő
- Parasztférfiak
- Kávéházban ülő férfi
- Karikatúra (1932)
- Felesége (1938)
- Sok alakos kép, elől nő piciny kalappal
- Cornwall-i táj
- Önarckép
- Önarckép (1942)
- Ránki György portréja
- Kodály Zoltán (1949)